# ويليام هنري فيبس
ويليام هنري فيبس هو سياسي أمريكي، (و. 1846 – 1924 م). نشط حزبياً في الحزب الجمهوري. وقد انتخب عضو مجلس ولاية ويسكونسن ‏.